# Coppa Limin
La Coppa Limin (cinese: 利民杯世界围棋星锐最强战, «Campionato mondiale giovanile di Go Limin») è stata una competizione goistica internazionale con limiti di età, organizzata dall'Associazione cinese di go e dall'associazione goistica di Hangzhou, dove ha sede il torneo.

## Formato
Le partite si disputano con un tempo principale di 1 ora e 3 periodi di byo-yomi di 30 secondi; le finali si disputano con 2 ore di tempo e 5 periodi di byo-yomi da 1 minuto.
I partecipanti sono professionisti sotto i 20 anni, oppure dilettanti selezionati dagli organizzatori; provengono per lo più da Cina, Corea del Sud e Giappone, con un partecipante ciascuno da Taiwan, Nord America ed Europa.
La prima edizione consisteva in un torneo a eliminazione diretta con 24 partecipanti, in cui alcuni ricevevano un bye al primo turno; dalla seconda edizione i partecipanti sono stati portati a 32.

## Albo d'oro
| Edizioni | Anni    | Vincitore      | Secondo classificato |
| -------- | ------- | -------------- | -------------------- |
| 1        | 2014    | Tong Mengcheng | Yang Dingxin         |
| 2        | 2015    | Gu Zihao       | Lee Dong-hoon        |
| 3        | 2016-17 | Mi Yuting      | Shin Jin-seo         |
| 4        | 2017    | Ke Jie         | Xu Jiayang           |